# Eugen Hettich

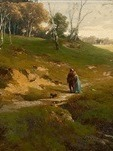
Gemälde von Eugen Hettich

Eugen Hettich, aussi Gustav Eugen Hettich-Merz (né le 18 juillet 1848 à Besigheim, mort le 29 mars 1888 à Stuttgart) est un peintre et artiste allemand.

## Biographie
Eugen Hettich est né en 1848 en tant que fils du recteur Dr. Hermann Otto Friedrich Hettich et sa femme Agnes Friederike née Merz, qui venait de la noble famille Merz von Quirnheim (de). Il y a terminé sa scolarité. Hettich peignait déjà dans sa prime jeunesse. Il s'est surtout fait connaître pour ses peintures de paysage qualitatives, qui contenaient souvent des montagnes ou des montagnes. C'est devenu sa marque de fabrique. Eugen Hettich s'est marié deux fois. Du mariage avec sa seconde épouse, trois enfants sont nés.
Gustav Eugen Hettich-Merz était un descendant du compositeur Johann Kaspar Mertz et un descendant direct de Johann Merz von Quirnheim (de).
Il mourut à Stuttgart en 1888.